# Aeroporto di Kiel-Holtenau
L'Aeroporto di Kiel-Holtenau (IATA: KEL, ICAO: EDHK), è un aeroporto tedesco situato nel quartiere Holtenau, a 8,3 km a nord dal centro della città di Kiel, la città maggiormente popolata del Land dello Schleswig-Holstein.
La struttura, posta all'altitudine di 31 m/ 101 ft sul livello del mare, è dotata di un solo terminal e di due piste, la principale con fondo in asfalto lunga 1 260 m e larga 30 m (4 134 x 98 ft) con orientamento 08/26, la seconda con orientamento 08L/26R e fondo in terreno ed erba di dimensioni 450 x 35 m (1 476 x 115 ft), entrambe dotate di impianto di illuminazione ad bassa intensità (LIRL).
L'aeroporto, una comproprietà tra lo Stato del Schleswig-Holstein che detiene il 55% del pacchetto azionario e la Città di Kiel che detiene il restante 45%, effettua attività secondo le regole e gli orari sia IFR che VFR ed è aperto al traffico commerciale.

## Storia
L'aeroporto venne costruito nel 1914 su una superficie piana realizzata grazie al materiale scavato durante la costruzione del Canale di Kiel. Nel 1927 venne fondata la Kieler Flughafengesellschaft mbH, società di trasporto aereo che aveva la sua sede presso le strutture dell'aeroporto, allora identificato come Landflughafen Kiel. Durante questo periodo, ci sono stati 27 destinazioni nazionali e internazionali. Nel 1937 l'aeroporto ha cambiato destinazione d'uso diventando una base aerea militare della Luftwaffe, tuttavia ha continuato ad essere utilizzato per i voli civili, come ad esempio voli di linea con destinazione gli aeroporti di Braunschweig e Berlino-Tempelhof.
La struttura è stata ingrandita nei primi anni sessanta, nel 1963 estendendone le piste di rullaggio e nel 1965 costruendo il primo terminal, dove era gestito il traffico passeggeri per i voli di linea verso Berlino Ovest gestite dalla compagnia aerea statunitense Pan American World Airways (Pan Am).
Nel 1987 venne costruito il nuovo terminal utilizzato ancora oggi. Da quell'anno la Lufthansa ha iniziato ad offrire voli di linea per l'Aeroporto di Francoforte sul Meno, ed in seguito per gli aeroporti nazionali di Colonia/Bonn e Monaco di Baviera, di Copenaghen in Danimarca, e di quelli allora sovietici di Kaliningrad-Chrabrovo e Riga.
Nel 1995, l'aeroporto cambiò nuovamente status ritornando ad essere un aeroporto civile quindi, nel 1997, venne realizzata una nuova torre di controllo operata da personale civile. Tuttavia continua ad essere utilizzato per scopi militari.

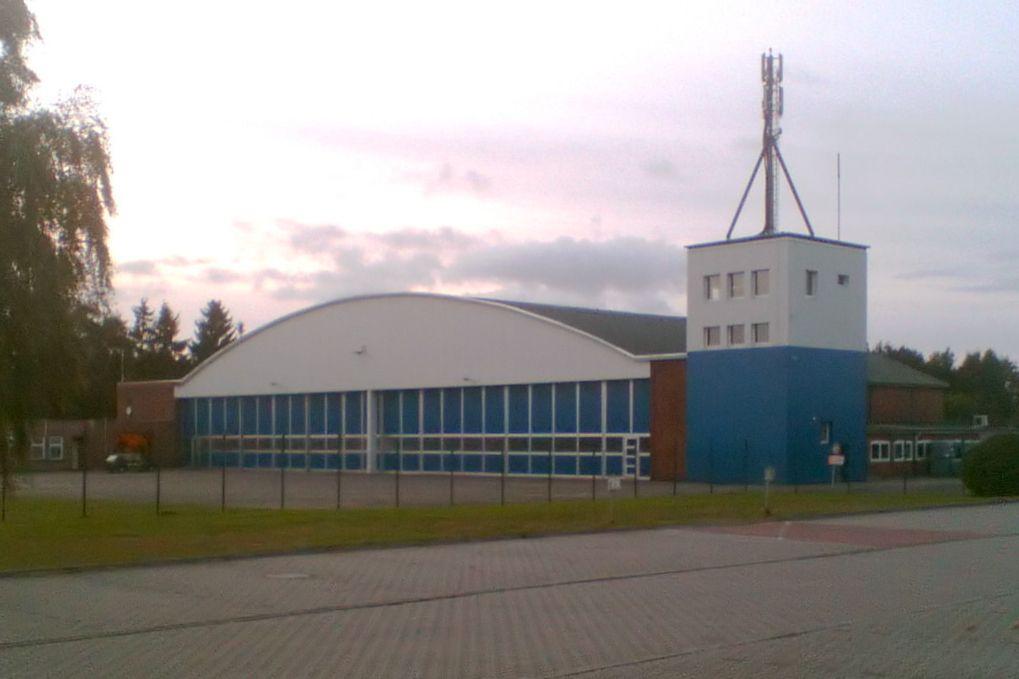
L'hangar dell'Aeroporto di Kiel-Holtenau.

Nel 2000 venne costruito un nuovo hangar e vennero analizzate le prospettive commerciali dello scalo. In base a queste analisi, nel marzo 2002 l'amministrazione dello stato dello Schleswig-Holstein incluse tra i lavori di adeguamento dell'impianto l'allungamento della pista dai 1 300 m ai 2 100 m al fine di consentire l'atterraggio anche agli aerei a reazione. L'allungamento avrebbe interessato un tratto della strada federale B 503.
Tuttavia, il traffico negli anni successivi diminuì costantemente e di conseguenza vennero sospesi sempre più voli di linea. Quando anche l'ultima rotta venne interrotta il 23 dicembre 2005, il funzionamento dello scalo venne sospeso fino al 3 aprile 2006. Nel frattempo i piani di estensione della pista vennero accantonati.
Dal 2 maggio 2006 la compagnia aerea Cirrus Airlines operò con un singolo de Havilland Canada DHC-8-100 per voli verso l'aeroporto di Monaco di Baviera. Il velivolo, così come i tecnici e l'equipaggio, era basato all'aeroporto ed avrebbe rappresentato una risorsa economica in divenire per la cittadina tedesca. La rotta avrebbe dovuto ricevere le sovvenzioni dallo stato dello Schleswig-Holstein per tre anni, tuttavia a causa di un basso numero di passeggeri il servizio di linea continuò fino alla fine di ottobre di quello stesso anno per poi cessare definitivamente.

## Operatività

### Uso civile
Sullo scalo tedesco operano l'associazione sportiva Luftsportverein Kiel e.V. (dal tedesco Associazione degli sport dell'aria di Kiel) e le compagnie charter atec aviation, FLM Aviation e Ohlair Charterflug. Inoltre è sede dell'annuale Internationale Flugtage, manifestazione aerea che vede voli acrobatici, lanci di paracadutisti ed esposizione di aerei storici.

### Uso militare
La struttura ebbe un suo uso in ambito militare fin dall'inizio della sua storia. Dal 1958 fu una base aerea della Marineflieger, componente aerea della Deutsche Marine, la marina militare tedesca. Attualmente il Marinefliegergeschwader 5 (MFG 5) è basato a Kiel, noto per le sue missioni di ricerca e soccorso operate con gli elicotteri Sikorsky SH-3 Sea King, modello che verrà in futuro sostituito dal NHIndustries MH90, versione specifica dell'NH90 adottata dalla Marineflieger e che basati alla Fliegerhorst Nordholz sanciranno l'abbandono dello scalo da parte della marina tedesca.
Inoltre la Luftwaffe utilizza la base per la partenza di velivoli utilizzati come falsi bersagli nelle esercitazioni.

## Incidenti
Il 15 febbraio 2006, un Dassault Falcon 20 privato proveniente dalla Russia è stato costretto a fare un atterraggio di emergenza a Kiel causa del fumo che si sprigionò all'interno del velivolo. L'aereo percorse tutta la pista superandone la fine, terminando la sua corsa scivolando lungo un pendio, responsabilità del pilota che non conoscendo l'aeroporto fraintese la lunghezza della pista durante le comunicazioni alla radio.